# Hundested Propeller
Hundested Propeller A/S är en dansk mekanisk verkstad i Hundested på Sjælland.
Företaget grundades 1921 genom sammanslagning av smeden August Jørgensens och ingenjör Johannes Højsgaards reparationsverkstäder i Hundested. Förutom reparationer sålde företaget motorer från Munktells Mekaniska Verkstads AB och Motorfabriken Dan.
År 1926 byggde företaget sin första egenutvecklade motor, en glödkulemotor på 22 hk, som installerades i en fiskebåt 1928. År 1933 lanserades en liten motor med koppling, som tillät reversering. Företaget bytte 1938 namn till Hundested Motorfabrik A/S och fortsatte att utveckla allt större motorer, framför allt för fiskebåtar.
Efter 1967 avtog efterfrågan på motorer, och 1990 stoppades produktionen av dessa. I stället inriktades denna på propellrar, vilket Hundested hade börjat tillverka 1933. Företagets namn ändrades igen 1977, nu till Hundested Motor & Propellerfabrik A/S, och senare till Hundested Propeller A/S.
Den danska företagsgruppen BSI i Haderslev, som tillverkar utrustning för fartyg, köpte företaget 2019.